# Wilk Elektronik
A Wilk Elektronik egy lengyel memóriagyártó cég, mely "GOODRAM" márkanév alatt forgalmazza termékeit. A Łaziska Górne székhellyel működő cég a Qimonda 2009-es csődje óta az egyetlen európai memóriagyártó.

## Cégtörténet
A céget 1991-ben Tychy-ben alapították és az első időkben csak memóriák forgalmazásával foglalkozott, majd 1996-ra piacvezető lett a lengyel piacon.
A cég 1999-től működik részvénytársasági formában. 2001-ben stratégiai megállapodásokat kötött két nagy memóriagyártóval, a Micron Technology, illetve a Qimonda (jogutód: Infineon) cégekkel.
2003-ban áttették székhelyüket a dél-lengyelországi Łaziska Górne-ba és még abban az évben megnyitották gyártóbázisukat is ugyanitt. A memóriamodulokat elejétől fogva "GOODRAM" márkanév alatt hozták forgalomba, míg a 2006-tól gyártani kezdett pendrájvokat és SSD-meghajtókat "Gooddrive" néven gyártották 2011-ig, amikortól egységesen minden termék "GOODRAM" márkajelzést kap.
2008-ban stratégiai megállapodást kötöttek a Toshiba akkori flashmemória-gyártó leányvállalatával (ma Kioxia néven működik), melynek révén a Wilk Elektronik hivatalos forgalmazója lett a Toshiba flashmemóriáknak Közép- és Kelet-Európában, valamint a Közel-Keleten és Afrikában. A cég ezen kívül együttműködik még a Samsunggal is.
A Wilk Elektronik nyeresége 2009-ben haladta meg először a 100 millió dollárt.
Még 2021-ben kezdték meg a cég új gyáregységének és raktárbázisának építését, melyet 2023 január elején fejeztek be. 1140 m2 raktár- és 1200 m2 gyártóterület áll rendelkezésre innentől. 2023-ban a cég bővítette portfólióját és az ECC (hibajavító) technológia alkalmazásával szerverkörnyezetben való működésre alkalmas memóriamodulokat is elkezdtek gyártani.

## Termékek
- RAM modulok
- Memóriakártyák
- Pendrive-ok
- SSD-meghajtók

- Goodram SD-kártya
- Goodram 8GB-os pendrive
- Goodram SSD-meghajtó